# Trichardopsis
Trichardopsis är ett släkte av tvåvingar. Trichardopsis ingår i familjen rovflugor.
Kladogram enligt Catalogue of Life:
| Trichardopsis | \| \| Trichardopsis dolicharista \| \| \| \| \| \| Trichardopsis richteri \| \| \| \| |
|               | \| \| Trichardopsis dolicharista \| \| \| \| \| \| Trichardopsis richteri \| \| \| \| |
|               | Trichardopsis dolicharista                                                            |
|               |                                                                                       |
|               | Trichardopsis richteri                                                                |
|               |                                                                                       |